# Condicional estrito
Em lógica, um condicional estrito é um condicional regido por um operador modal, isto é, um conectivo lógico da lógica modal. É logicamente equivalente ao condicional material da lógica clássica, combinado com o operador de necessidade da lógica modal. Para quaisquer duas proposições p e q, a fórmula p → q afirma que p implica q , enquanto {\displaystyle \Box (p\rightarrow q)} afirma que p estritamente implica q. Condicionais estritos são o resultado da tentativa feita por Clarence Irving Lewis em encontrar um condicional para a lógica que possa expressar adequadamente condicionais indicativos na linguagem natural. Este tipo de condicional também tem sido usado no estudo da teologia molinista.

## Evitando paradoxos
Os condicionais estritos podem evitar os paradoxos da implicação material. A afirmação a seguir, por exemplo, não está corretamente formalizada pela implicação material:
Se Bill Gates se formou em medicina então Elvis nunca morreu.
Esta condição deverá ser claramente falsa: a formação de Bill Gates não está relacionada com o fato de que Elvis estar vivo. No entanto, a codificação direta da fórmula na lógica clássica , utilizando implicação material leva a:
Bill Gates se formou em Medicina → Elvis nunca morreu.
Esta fórmula é verdadeira porque sempre que o antecedente de A for falso, a fórmula A → B é verdadeira. Portanto, esta fórmula não é uma tradução adequada à sentença original. Uma codificação usando o condicional estrito é:
```
(Bill Gates se formou em Medicina → Elvis nunca morreu.)
```

Na lógica modal, esta fórmula significa, de maneira grosseira, que em cada mundo possível em que Bill Gates se formou em Medicina, Elvis nunca morreu. Como é possível facilmente imaginar um mundo onde Bill Gates é um médico graduado e Elvis está morto, esta fórmula é falsa. Portanto, esta fórmula aparenta ser uma tradução correta da frase original.

## Problemas
Embora o condicional estrito esteja muito mais próximo de ser capaz de expressar condicionais da linguagem natural do que o condicional material, ele tem seus próprios problemas com consequentes que são necessariamente verdadeiros (como 2 + 2 = 4) ou antecedentes que sejam necessariamente falsos. A seguinte frase, por exemplo, não está corretamente formalizada através de um condicional estrito:
Se Bill Gates se formou em Medicina então 2 + 2 = 4.
Usando condicionais estritos, esta frase é expressa como:
{\displaystyle \Box } (Bill Gates se formou em Medicina → 2 + 2 = 4)
Na lógica modal, esta fórmula significa que, em cada mundo possível onde Bill Gates se formou em medicina, depreende-se que 2 + 2 = 4. Como 2 + 2 é igual a 4 em todos os mundos possíveis, esta fórmula é verdadeira, apesar de não parecer que a sentença original deveria ser. Uma situação semelhante ocorre com 2 + 2 = 5, que é necessariamente falso:
Se 2 + 2 = 5, então Bill Gates se formou em Medicina.
Alguns lógicos veem essa situação como um indicativo de que o condicional estrito ainda é insatisfatório. Outros têm observado que o condicional estrito não pode expressar adequadamente contrafatuais, e que não satisfazem certas propriedades lógicas. Em particular, o condicional estrito é transitivo, enquanto a condicional contrafatual não é.
Alguns lógicos, tais como Paul Grice, têm usado implicações conversacionais para argumentar que, apesar de dificuldades aparentes, o condicional material está muito bem como a tradução para o 'se...então...' da linguagem natural. Outros ainda se voltaram para a lógica de relevância para fornecer uma ligação entre o antecedente e o consequente de condicionais demonstráveis.